# Hiệu ứng rìa

Giữa hệ sinh thái (1) và hệ sinh thái (2) có vùng giao (3) gọi là vùng đệm. Ở vùng đệm này thường có độ đa dạng hơn hẳn hai quần xã chính.

Trong sinh thái học, hiệu ứng rìa hay tác động rìa (tiếng Anh: edge effects) là kết quả về số lượng và thành phần loài của quần xã trung gian ở vùng đệm giữa hai quần xã sinh vật chính, thuộc hai hệ sinh thái khác nhau nhưng liền kề nhau. Kết quả này có xu hướng là độ đa dạng sinh học và mật độ một số quần thể ở vùng đệm có khi lại hơn cả mỗi quần xã chính riêng rẽ. Thuật ngữ này được cho là ra đời trong nghiên cứu sinh thái học vào năm 1933.
Chẳng hạn: quần xã (1) có ba loài (hình vuông), quần xã (2) có ba loài khác (hình tròn), còn ở vùng đệm (3) có ba loài nữa (tam giác), thì vùng đệm có thể có tới 9 loài.

## Ví dụ và ý nghĩa

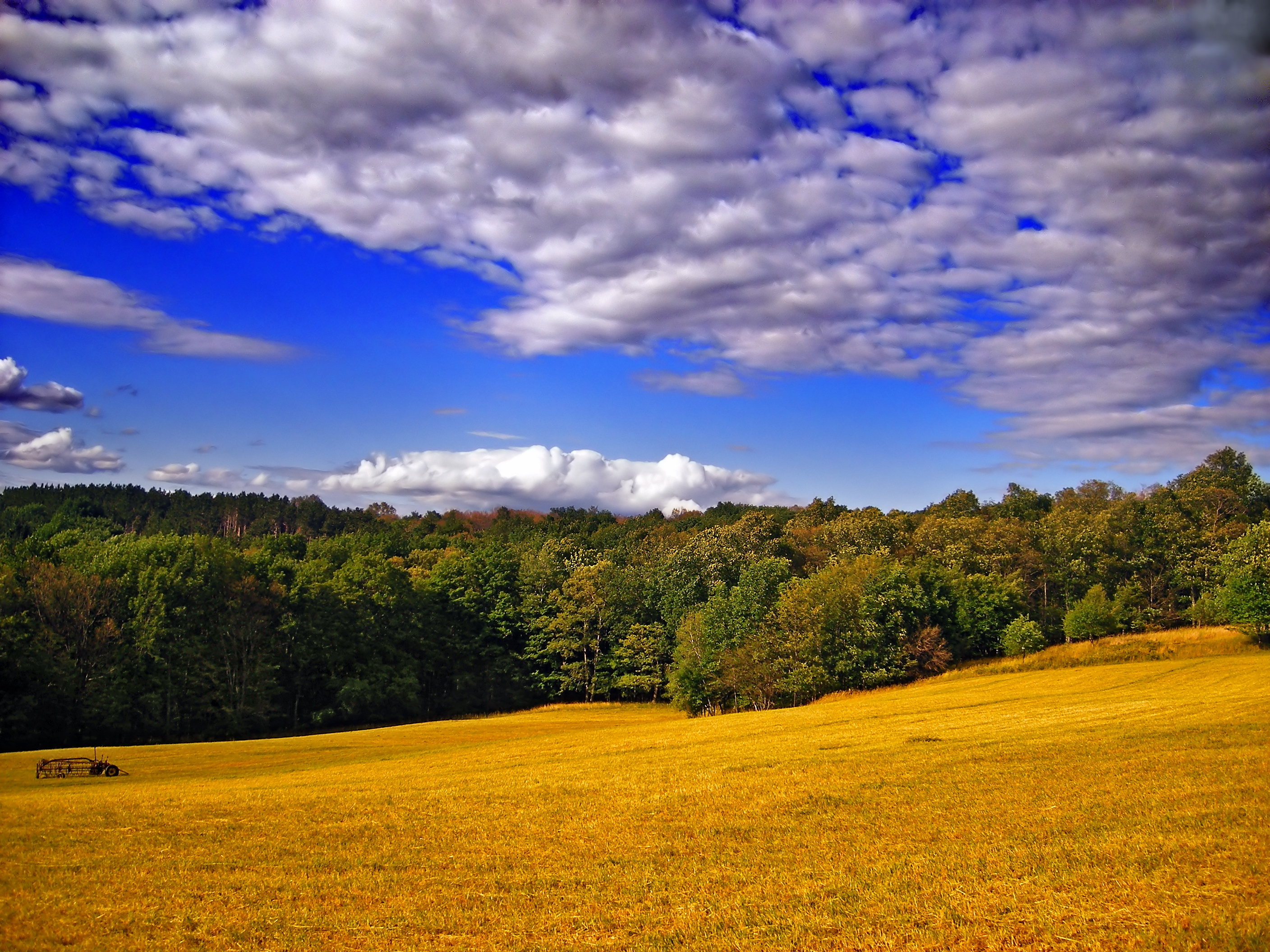
Vùng đệm giữa rừng và cánh đồng ở Pennsylvania có thể phát sinh tác động rìa.

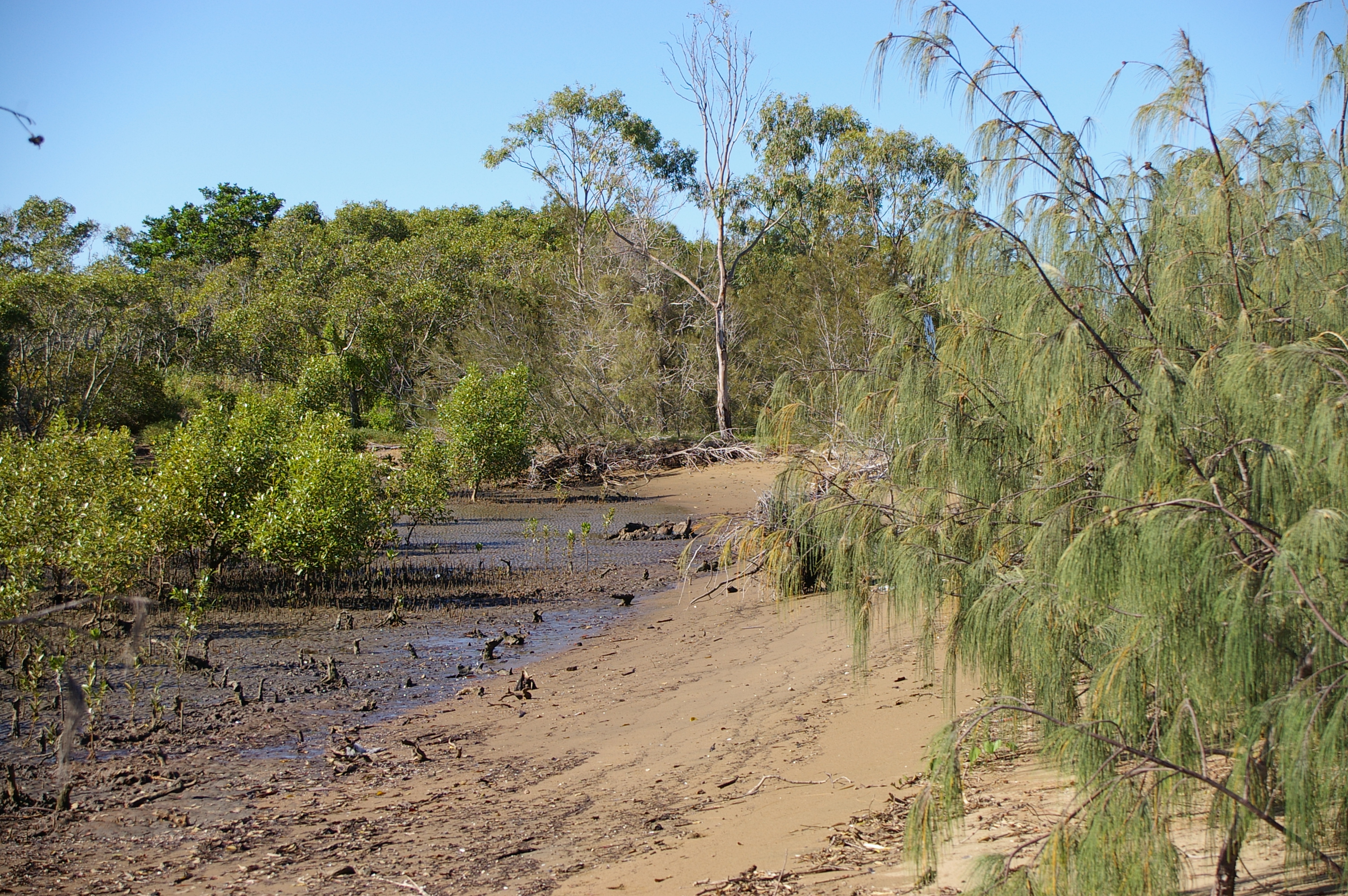
Nơi chuyển tiếp giữa khu rừng ngập mặn và đồng cỏ biển phía sau cồn cát ở vịnh Bramble là một vùng đệm có hiệu ứng rìa: Số loài ở đây có khi nhiều hơn số loài ở mỗi hệ sinh thái.

- Hiệu ứng rìa thường dễ quan sát thấy nhất ở các vùng ven biển. Ở đây, thảm thực vật thay đổi - từ sâu trong đất liền ra biển - từ các thực vật cạn thích nghi nước ngọt đến rừng ngập mặn, kéo theo sự thay đổi của các động vật. Trong vùng chuyển tiếp giữa hai hệ sinh thái này luôn có sự đa dạng sinh học phong phú hơn ở mỗi hệ sinh thái riêng biệt cho các sinh vật có thể tồn tại trong nước và trên đất liền. Một cửa sông có cả nước ngọt và nước biển và đa dạng sinh học ở đây rất cao.[5]
- Từ năm 1971, Odum đã viết: "Xu hướng gia tăng sự đa dạng loài tại các vùng giao giữa các quần xã liền kề gọi là hiệu ứng rìa. ... Chẳng hạn số loài chim ở vùng đệm lại nhiều hơn ở mỗi hệ sinh thái khu vực". Trong vùng đệm giữa một khu rừng với một đồng cỏ (xem hình bên) thường có nhiều loài động vật ở rừng và động vật ở đồng cỏ.
- Hiệu ứng rìa là kết quả của sự chuyển đổi đột ngột giữa hai môi trường sống tự nhiên khác nhau đáng kể nằm liền kề nhau trong cùng một hệ sinh thái. Về bản chất sinh thái học, đó là sự phá vỡ tính liên tục giữa hai môi trường sống liền kề, dẫn đến những thay đổi về điều kiện môi trường.
- Hiệu ứng này có thể xuất hiện do con người, ví dụ như xây dựng đường cao tốc xuyên qua một khu rừng; hoặc do tự nhiên như thảm họa cháy rừng. Các hoạt động này không dẫn đến tăng độ đa dạng loài, mà ngược lại: là một trong những nguyên nhân chính dẫn đến sự tuyệt chủng của các loài, do chúng bị phân mảnh. Không phải tất cả các vùng đệm đều có những đặc điểm phong phú của cả hai hệ sinh thái liền kề. Trong mọi trường hợp, các vùng đệm không phải là môi trường lý tưởng cho các loài động vật và thực vật, vì chúng gây ra các tác động khác mà các sinh vật này vốn thích nghi.[6]

## Các kiểu
- Vốn có (Inherent) - Các đặc điểm tự nhiên của vùng đệm ổn định vị trí rìa ở vùng đệm.
- Biến đổi (Induced) - Có biến động tạm thời trong thời gian ngắn (ví dụ do hỏa hoạn hoặc lũ lụt), thì vùng đệm cũng có diễn thế sinh thái tương ứng với thời gian biến động.
- Thu hẹp (Narrow) - Diện tích vùng đệm thu hẹp hoặc biến mất, thay thế vào đó là môi trường khác khởi đầu (ví dụ: một cánh đồng trồng cây xuất hiện).
- Mở rộng (Wide) - vùng đệm phát triển, xuất hiện khoảng cách lớn hơn ngăn cách biên giới của hai hệ sinh thái liền kề.
- Xen kẽ (Convoluted) - Ranh giới vùng đệm không rõ ràng, phi tuyến tính.
- Bị thủng (Perforated) - Ranh giới vùng đệm có những khoảng trống chứa môi trường sống khác hai hệ sinh thái liền kề.

Chiều cao (của cây rừng) cũng có khi tạo biên giới giữa các môi trường sinh thái ở vùng đệm.

## Biểu diễn
Có nhiều cách mô tả hiệu ứng này.
- Về mặt hình học, mỗi khu phân bố của một quần xã biểu diễn bằng một đường cong kín, điểm giao cắt của hai đường cong kín tạo thành vùng đệm. Ở đây có thể có độ đa dạng hơn cả hai quần xã "chủ" đã tạo ra nó (xem hình đầu trang).
- Về mặt số: Một khu phân bố của quần xã có chu vi P và diện tích A. Tỷ lệ chu vi trên diện tích (P / A) của sinh cảnh này tăng lên, thì chu vi hoặc cạnh trên một đơn vị diện tích tăng lên, làm cho các phần bên trong của đơn vị ngày càng gần với một cạnh. Các quá trình bị ảnh hưởng bởi quá trình chuyển đổi qua cạnh (hoặc chu vi, hoặc ranh giới) có thể có ảnh hưởng lớn hơn dần dần đối với khu vực bên trong hoặc bên ngoài cạnh đó khi tỷ lệ P / A tăng lên. Từ đó, ảnh hưởng đến quần xã thông qua nhiều cơ chế, như rào cản, ảnh hưởng tỷ lệ sinh-tử, tạo điều kiện "vượt biên" dẫn đến di cư hay nhập cư.[8]